# Gignac-la-Nerthe
Gignac-la-Nerthe is een gemeente in het Franse departement Bouches-du-Rhône (regio Provence-Alpes-Côte d'Azur). De plaats maakt deel uit van het arrondissement Istres. Gignac-la-Nerthe telde op 1 januari 2022 10.030 inwoners.

## Monument
In het gebied van Saint-Michel bevindt zich de chapelle Saint-Michel, een kapel uit de 12e eeuw in Romaanse stijl.

## Geografie
De oppervlakte van Gignac-la-Nerthe bedroeg op 1 januari 2022 8,64 vierkante kilometer; de bevolkingsdichtheid was toen 1.160,9 inwoners per km².
De onderstaande kaart toont de ligging van Gignac-la-Nerthe met de belangrijkste infrastructuur en aangrenzende gemeenten.

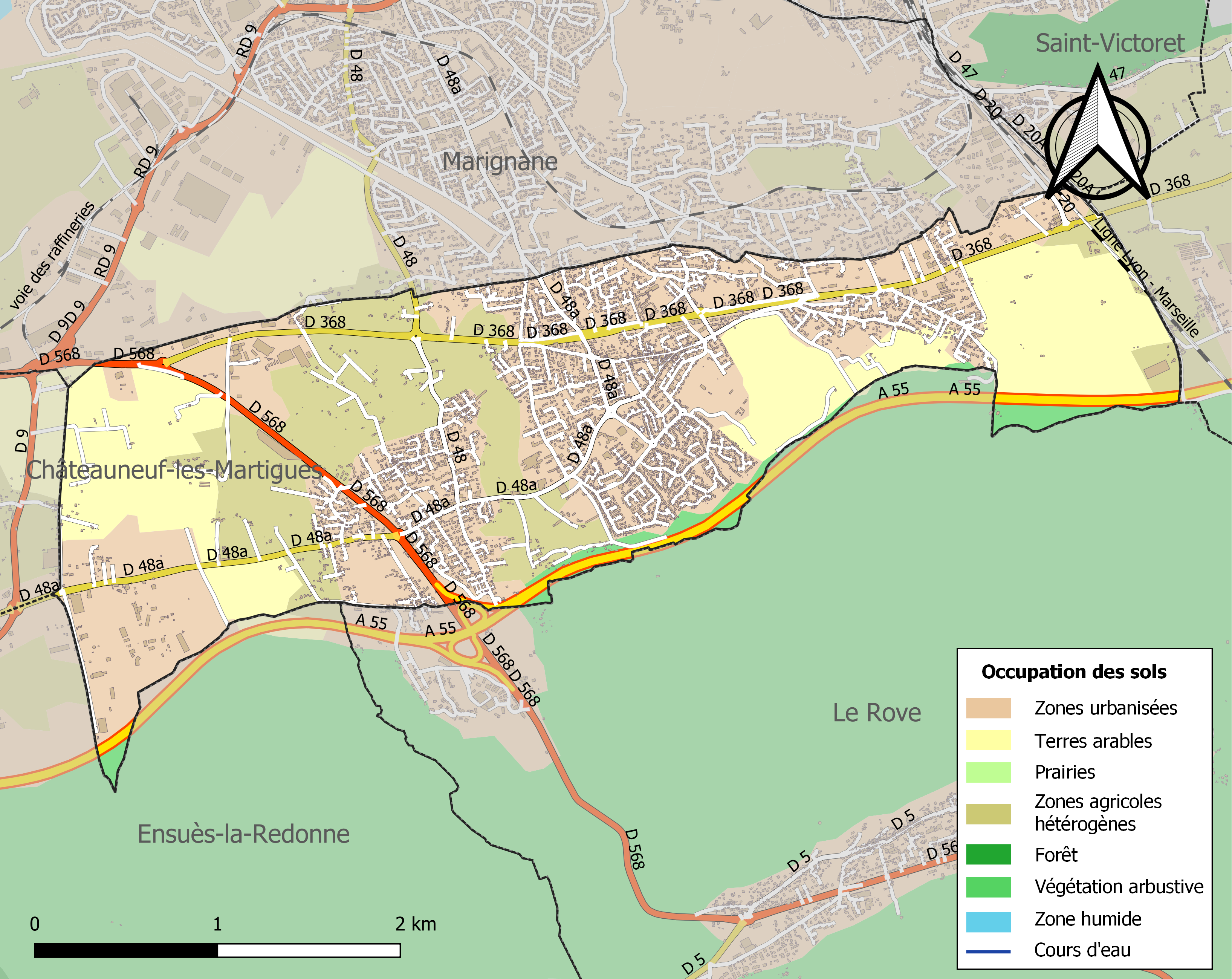

## Demografie
Onderstaande figuur toont het verloop van het inwonertal (bron: INSEE-tellingen).
Vanwege een beveiligingsprobleem met de MediaWiki Graph-software is het momenteel niet mogelijk deze grafiek weer te geven. Zodra de software is bijgewerkt zal de grafiek vanzelf weer zichtbaar worden.